# British Columbia Highway 97B
Der British Columbia Highway 97B ist eine 14 Kilometer lange Verbindung zwischen dem Highway 97A nördlich von Enderby und dem Highway 1 in Salmon Arm.

## Verlauf
Der Highway beginnt an einer Kreuzung zwischen Enderby und Grindrod als Abzweigung des Highway 97A und mündet in Salmon Arm in den Highway 1, der hier Teil des Trans-Canada-Highway-Systems ist.

## Attraktionen
Die Attraktionen entlang der Strecken sind z. B. der Salmon Arm Golf Club und der Kalahani-Park.